# San Antonio Carupo
San Antonio Carupo är en ort i Mexiko.   Den ligger i kommunen Penjamillo och delstaten Michoacán de Ocampo, i den centrala delen av landet, 300 km väster om huvudstaden Mexico City. San Antonio Carupo ligger 1 962 meter över havet och antalet invånare är 523.
Terrängen runt San Antonio Carupo är kuperad. Runt San Antonio Carupo är det ganska glesbefolkat, med 47 invånare per kvadratkilometer. Närmaste större samhälle är Puréparo de Echaíz, 14,7 km sydväst om San Antonio Carupo. I omgivningarna runt San Antonio Carupo växer huvudsakligen savannskog.